# 埃默河谷山

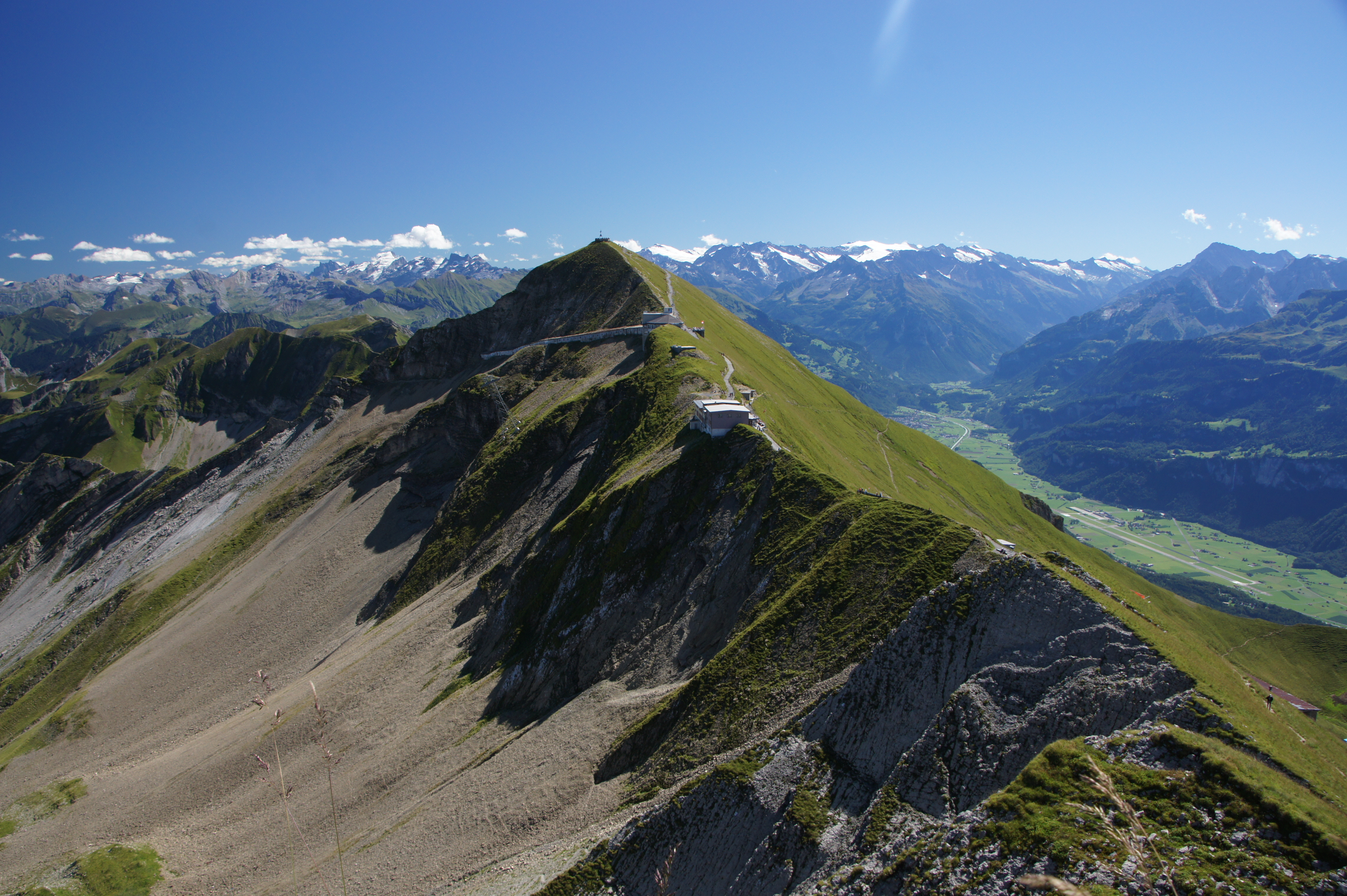

埃默河谷山（德語：Emmentaler Alpen）是瑞士的山脈，位於該國西部，是西阿爾卑斯山脈的一部分，橫跨伯恩州、下瓦爾登州、上瓦爾登州和琉森州，最高點海拔高度2,350米。